# Cardamine obliqua
Cardamine obliqua là một loài thực vật có hoa trong họ Cải. Loài này được Hochst. ex A.Rich. mô tả khoa học đầu tiên năm 1847.